# پلاسان
پلاسان (عبری: פלסן‎) با نام ثبتی پلاسان ساسا یک شرکت اسرائیلی تولیدکننده وسایل نقلیه زرهی نظامی مستقر در کیبوت ساسا می‌باشد.